# Perca (zoologia)
Perca (Linnaeus, 1758) è un genere di pesci ossei dell'ordine dei Perciformi, che (così come la famiglia dei Percidae, cui il genere è ascritto) prende il nome per l'appunto da questo genere.

## Distribuzione e habitat
Le tre specie ascritte al genere, conosciute col nome comune complessivo di persici, sono diffuse in gran parte delle acque dolci temperate del mondo, complice anche l'introduzione volontaria da parte dell'uomo. Il loro areale originario comprendeva il Nord America, l'Europa centrosettentrionale e parte dell'Asia occidentale. In Italia vive la specie Perca fluviatilis nota comunemente come persico reale o pesce persico, originaria delle regioni del nord ed introdotta anche in quelle centromeridionali ed insulari.
Questi pesci amano sostare nelle parti profonde dei fiumi e dei canali a corrente debole, delle anse fluviali ma è nei laghi che trovano le perfette condizioni ambientali per il loro sviluppo e la loro moltiplicazione.

## Descrizione
L'aspetto generale è quello di pesci robusti ma allo stesso tempo di forma allungata, ricoperti di scaglie ctenoidi. Possiedono due pinne dorsali, una anteriore più grande e spinosa, mentre la seconda, più piccola è sita a metà strada fra la prima pinna dorsale e la coda. La bocca, tipica del predatore, è larga e protrudibile.
Si tratta di pesci di peso generalmente attestato attorno ai 2–3 kg: esemplari di tagli eccezionale crescono fino a 10 kg, ma si tratta di casi rarissimi; nel nostro Paese il persico reale specie raramente supera il chilogrammo e mezzo di peso.

## Alimentazione
Questi pesci sono tutti predatori.

## Pesca
Questi pesci sono assai popolari fra i pescatori, che giudicano le loro carni assai saporite: per catturarli, vengono utilizzate generalmente le tecniche di spinning (che dà ottimi risultati) e l'esca viva. L'estrazione dell'amo può rivelarsi piuttosto problematica senza l'aiuto di forbici, poiché questi voraci pesci tendono ad inghiottire profondamente l'esca.

## Tassonomia
Vengono generalmente riconosciute dalla maggior parte degli autori tre specie del genere Perca:
- Perca fluviatilis - perca comune od europea;
- Perca schrenkii - perca del Lago Balkas
- Perca flavescens - perca gialla od americana